# Wrzesina (Jonkowo)
Wrzesina (deutsch Alt Schöneberg) ist ein Ort in der polnischen Woiwodschaft Ermland-Masuren. Es gehört zur Gmina Jonkowo (Landgemeinde Jonkendorf) im Powiat Olsztyński (Kreis Allenstein).

## Geographische Lage
Wrzesina liegt im Westen der Woiwodschaft Ermland-Masuren, 15 Kilometer westlich der Kreis- und Woiwodschaftshauptstadt Olsztyn (deutsch Allenstein).

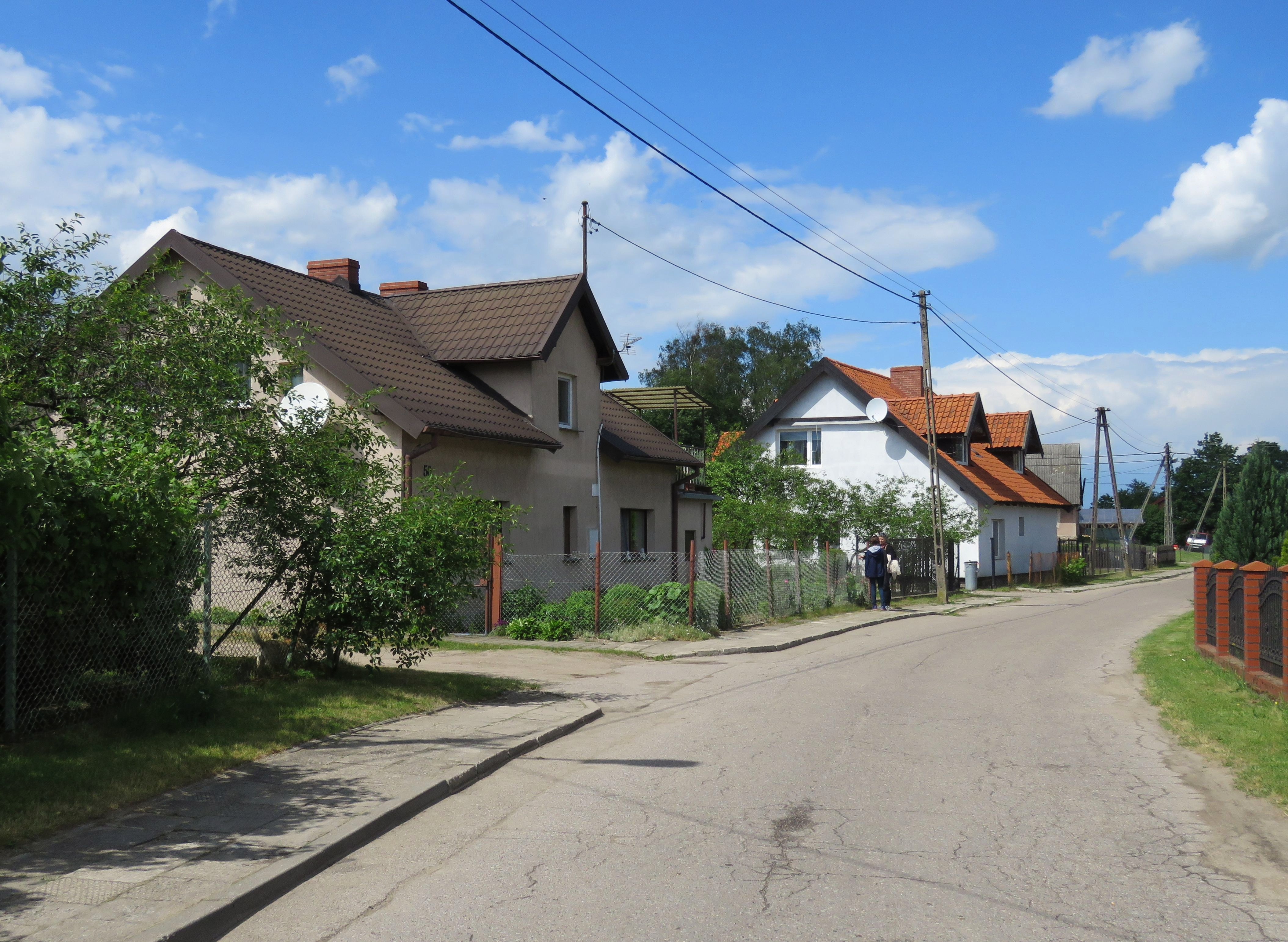
Dorfstraße in Wrzesina

## Geschichte

### Ortsgeschichte
Im Jahre 1352 das Dorf Schönberg in der Feldmark Gudikus. Im Jahre 1817 wird seine Zugehörigkeit zum Allensteiner Amt erwähnt.
Am 7. Mai 1874 wurde Alt Schöneberg Amzsdorf und damit namensgebend für einen Amtsbezirk im Kreis Allenstein innerhalb des Regierungsbezirks Königsberg (ab 1905: Regierungsbezirk Allenstein) in der preußischen Provinz Ostpreußen.
Anlässlich einer Volkszählung wies Alt Schöneberg 508 Einwohner auf. Ihre Zahl belief sich im Jahre 1910 auf 461, verringerte sich gering bis 1933 auf 457 und bis 1939 auf 421.
Als 1945 in Kriegsfolge das gesamte südliche Ostpreußen an Polen fiel, erhielt Alt Schöneberg die polnische Namensform „Wrzesina“. Das Dorf ist heute eine Ortschaft innerhalb der Landgemeinde Jonkowo (Jonkendorf) im Powiat Olsztyński (Kreis Allenstein), von 1975 bis 1998 der Woiwodschaft Olsztyn, seither der Woiwodschaft Ermland-Masuren zugehörig. Zusammen mit seinem Ortsteil Trojan (Trojahnmühle) zählte Wrzesina im Jahre 2021 insgesamt 423 Einwohner.

### Amtsbezirk Schöneberg (1874–1945)
Der Amtsbezirk Schöneberg vereinigte bei seiner Errichtung neun Dörfer. Am Ende waren es noch acht:
| Deutscher Name                  | Polnischer Name     | Anmerkungen                                                 |
| ------------------------------- | ------------------- | ----------------------------------------------------------- |
| Alt Schöneberg mit Trojahnmühle | Wrzesina mit Trojan |                                                             |
| Ballingen                       | Bałąg               |                                                             |
| Gedaithen                       | Giedajty            |                                                             |
| Gottken                         | Godki               |                                                             |
| Neu Schöneberg                  | Porbady             |                                                             |
| Stękiny, Dorf                   | Stękiny             |                                                             |
| Stękiny, Gut (Forst)            |                     | 1899 in den Gutsbezirk Kudypy, Oberförsterei, eingegliedert |
| Warkallen                       | Warkały             |                                                             |
| Windtken                        | Wołowno             |                                                             |

## Kirche

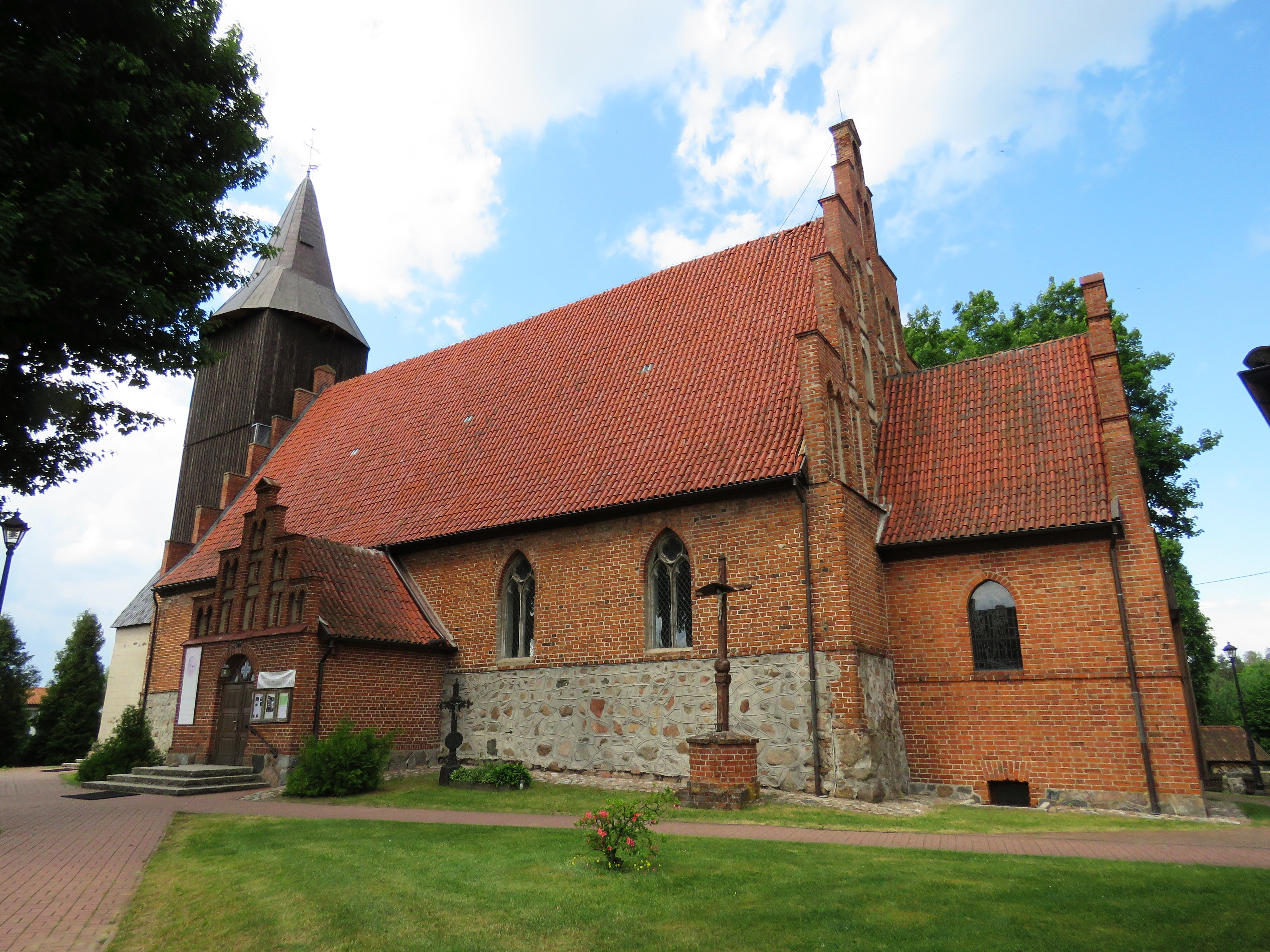
Pfarrkirche St. Maria Magdalena in Wrzesina

### Römisch-katholisch
Alt Schöneberg resp. Wrzesina ist ein altes Kirchdorf. Hier konnte sich die Reformation nicht durchsetzen. Im Jahre 1500 wurde die gotische Pfarrkirche St. Maria Magdalena geweiht, die Anfang des 18. Jahrhunderts einen Turm erhielt.
Die Pfarrei Wrzesian gehört zum römisch-katholischen Dekanat Łukta (Locken) im Erzbistum Ermland.

### Evangelisch
Die evangelischen Einwohner von Alt Schöneberg resp. Wrzesina gehörten bis 1945 und gehören auch heute zur Christus-Erlöser-Kirche Olsztyn, die ehedem der Kirchenprovinz Ostpreußen der Kirche der Altpreußischen Union, jetzt der Diözese Masuren der Evangelisch-Augsburgischen Kirche in Polen zugeordnet war.

## Verkehr
Wrzesina liegt an der verkehrsintensiven polnischen Woiwodschaftsstraße 527, der einstigen deutschen Reichsstraße 133, die den westlichen Teil der Woiwodschaft Ermland-Masuren durchzieht. Eine Anbindung an den Bahnverkehr besteht nicht.